# Ассаго
Ассаго (итал. Assago) — город в Италии, в провинции Милан области Ломбардия.
Население составляет 7 780 человек (на 2004 г.), плотность населения составляет 928 чел./км². Занимает площадь 8 км². Почтовый индекс — 20090. Телефонный код — 00002.
Покровителем города почитается святой Дезидерий Лангрский, празднование 23 мая. 

## Города-побратимы
- Нозе, Франция (2006)
- Стржелице, Чехия (2006)